# Poltys millidgei
Poltys millidgei là một loài nhện trong họ Araneidae.
Loài này thuộc chi Poltys. Poltys millidgei được miêu tả năm 2006 bởi Smith.